# Bolitoglossa robusta
Bolitoglossa robusta är en groddjursart som först beskrevs av Cope 1894.  Bolitoglossa robusta ingår i släktet Bolitoglossa och familjen lunglösa salamandrar. IUCN kategoriserar arten globalt som livskraftig. Inga underarter finns listade.